# Mina de Nogueirinha

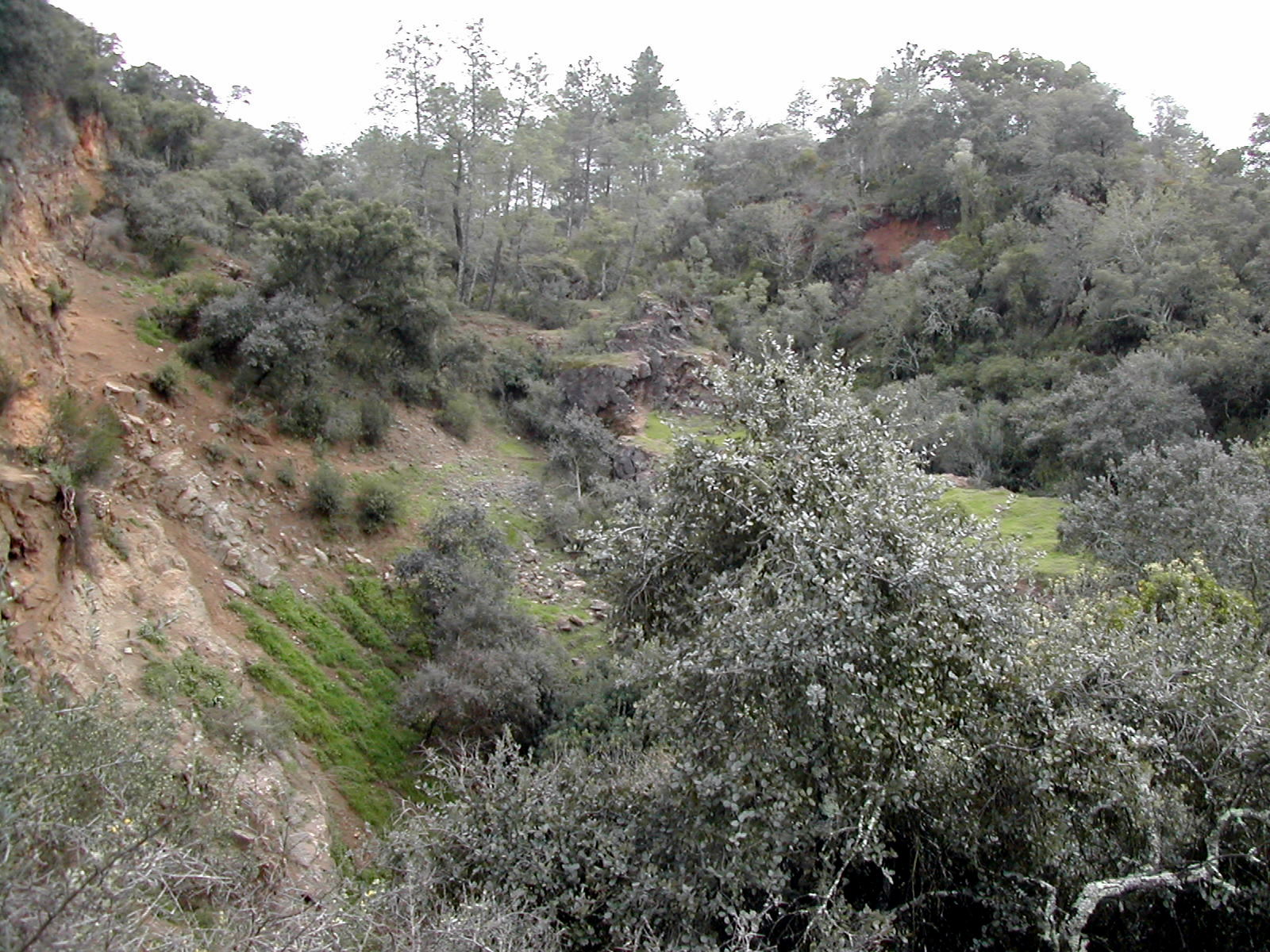
Überreste der Mina da Nogueirinha

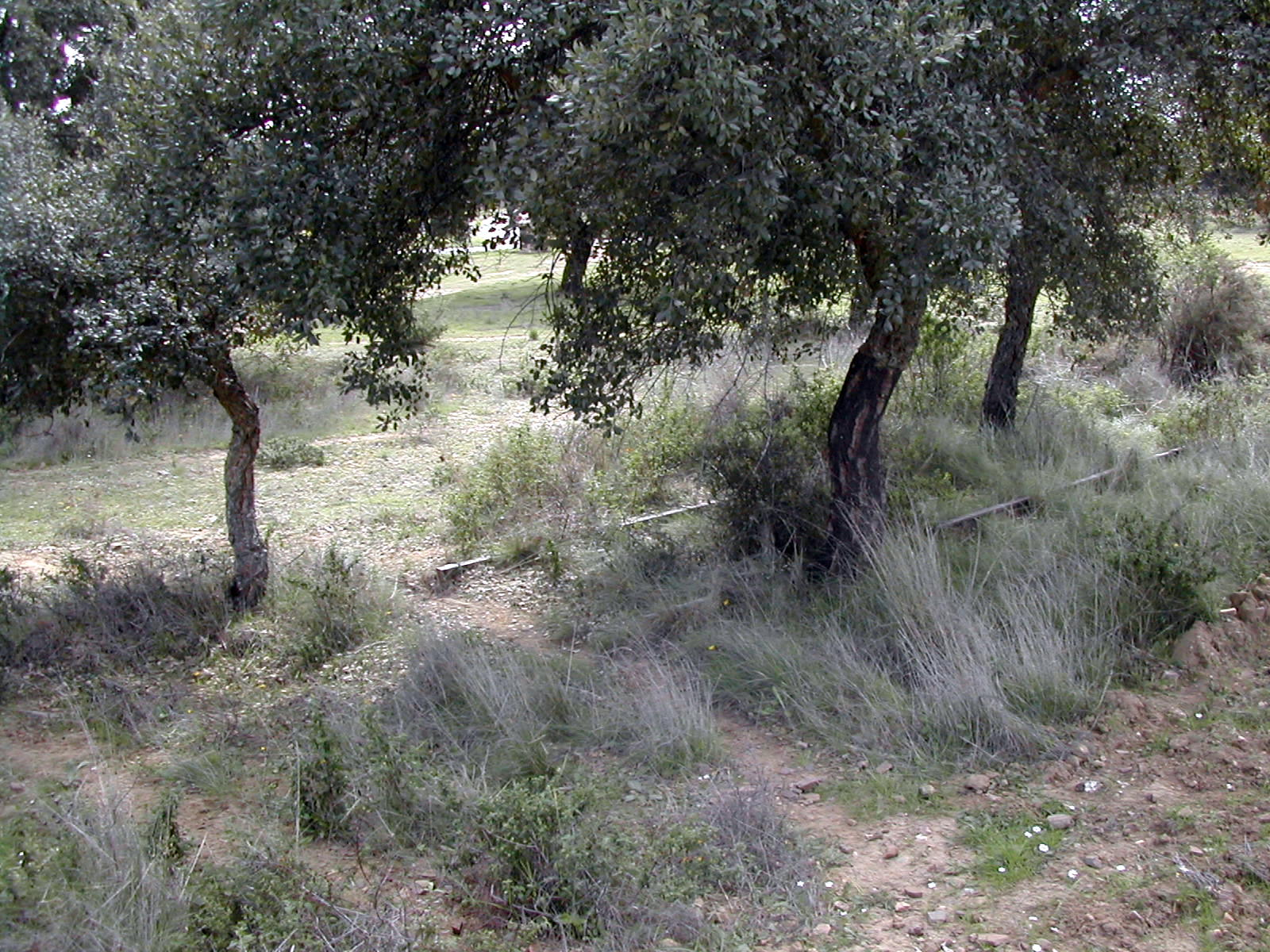
Überreste des Anschlussgleises der Mina da Nogueirinha

Die Mina de Nogueirinha ist eine ehemalige Eisenerzgrube, die sich in der Serra de Monfurado in der Gemeinde Freguesia von Santiago do Escoural im Landkreis von Montemor-o-Novo (Portugal) befindet.
Die Konzession der Mina da Nogueirinha wurde 1873 erteilt. Am Ende der 1930er Jahre wurde die Grube allerdings geschlossen. Sie war durch ein Anschlussgleis mit der Linha do Alentejo über den Bahnhof Casa Branca verbunden. Das Eisenerz wurde über die Bahnverbindung nach Barreiro am Tejo per Schiff nach England exportiert.
Koordinaten: 38° 31′ 43,8″ N, 8° 7′ 16,2″ W